# Frederick Lambton (4e comte de Durham)
Frederick William Lambton, 4e comte de Durham (19 juin 1855 - 31 janvier 1929) est un pair britannique, un homme politique libéral (et plus tard unioniste libéral) 

## Biographie
Il est le fils de George Lambton (2e comte de Durham). Il hérite du comté de son frère jumeau, John Lambton (3e comte de Durham), lorsque ce dernier meurt sans enfants légitimes.
Il épouse Beatrix Bulteel (1859 - 27 avril 1937), sa cousine, le 26 mai 1879). Ils ont six enfants:
- Violet Lambton (3 juillet 1880 - 22 février 1976), épouse John Egerton (4e comte d'Ellesmere).
- Lilian Lambton (8 décembre 1881 - 26 septembre 1966), épouse Charles Douglas-Home (13e comte de Home).
- John Lambton (5e comte de Durham) (7 octobre 1884 - 4 février 1970)
- Geoffrey Lambton (13 septembre 1887 - 1er septembre 1914), épouse Dorothy Leyland
- Claud Lambton (3 décembre 1888 - 7 septembre 1976), épouse Olive Eleanor Lockwood
- Joan Katherine Lambton (21 septembre 1893 - 4 janvier 1967), épouse Hugh Joicey, 3e baron Joicey

Il est élu aux élections générales de 1880 comme député libéral pour South Durham et occupe ce siège jusqu'à ce que la circonscription soit abolie pour l'élection générale de 1885. Il ne se présente pas en 1885, mais ayant rejoint les libéraux unionistes en 1885 il se présente sans succès à Berwick-Upon-Tweed en 1886 Sunderland en 1892 et à une élection partielle dans le sud-est de Durham en février 1898.
Il est réélu à la Chambre des communes après une absence de quinze ans aux élections générales de 1900, lorsqu'il bat Joseph Richardson, le vainqueur libéral de l'élection partielle de 1898. Lambton est réélu sans opposition en 1906, mais perd le siège par une large marge au profit d'un candidat libéral en janvier 1910.